# Anahire

Anahire est une série de bande dessinée d'heroic fantasy écrite par Anne Ploy et dessinée par Loïc Malnati, qui assure également la mise en couleurs. La série qui débute en 1996, est publiée chez Delcourt.

## Albums
- Delcourt, coll. « Terres de Légendes » :

1. Le Monstre (1996)
2. L'Élu (1997)
3. L'Apeuré (1998)
4. Des milliers d'autres (2000)[1]